# Dexia torneutopoda
Dexia torneutopoda là một loài ruồi trong họ Tachinidae.